# Liste der Kulturdenkmäler in Groß-Eichen
Die folgende Liste enthält die in der Denkmaltopographie ausgewiesenen Kulturdenkmäler auf dem Gebiet des Ortsteils Groß-Eichen der Gemeinde Mücke, Vogelsbergkreis, Hessen.
Hinweis: Die Reihenfolge der Denkmäler in dieser Liste orientiert sich an der Anschrift, alternativ ist sie auch nach der Bezeichnung, der vom Landesamt für Denkmalpflege vergebenen Nummer oder der Bauzeit sortierbar.
Kulturdenkmäler werden fortlaufend im Denkmalverzeichnis des Landes Hessen durch das Landesamt für Denkmalpflege Hessen auf Basis des Hessischen Denkmalschutzgesetzes (HDSchG) geführt. Die Schutzwürdigkeit eines Kulturdenkmals hängt nicht von der Eintragung in das Denkmalverzeichnis des Landes Hessen oder der Veröffentlichung in der Denkmaltopographie ab.

Die bisher bekannten Bau- und Kunstdenkmäler hat das Landesamt für Denkmalpflege Hessen in sogenannten Arbeitslisten erfasst. Den Arbeitslisten liegen Erkenntnisse aus Akten, Ortsbegehungen und Denkmalinventaren, jedoch keine neuere systematische Forschung, zugrunde. Die Benehmensherstellung mit der Gemeinde gemäß § 11 Abs. 1 HDSchG ist noch nicht erfolgt.
Das Vorhandensein oder Fehlen eines Objekts in dieser Liste ist keine rechtsverbindliche Auskunft darüber, ob es Kulturdenkmal ist oder nicht: Diese Liste entspricht möglicherweise nicht dem aktuellen Stand der offiziellen Denkmaltopographie. Diese ist für Hessen in den entsprechenden Bänden der Denkmaltopographie Bundesrepublik Deutschland und im Internet unter DenkXweb – Kulturdenkmäler in Hessen einsehbar. Auch diese Quellen sind, obwohl sie durch das Landesamt für Denkmalpflege Hessen aktualisiert werden, nicht immer aktuell, da es im Denkmalbestand immer wieder Änderungen gibt.
Eine verbindliche Auskunft erteilt allein das Landesamt für Denkmalpflege Hessen.
Nutze diese Kartenansicht, um Koordinaten in der Liste zu setzen. In dieser Kartenansicht sind Kulturdenkmale ohne Koordinaten mit einem roten bzw. orangen Marker dargestellt und können in der Karte gesetzt werden. Kulturdenkmale ohne Bild sind mit einem blauen bzw. roten Marker gekennzeichnet, Kulturdenkmale mit Bild mit einem grünen bzw. orangen Marker.
| Bild            | Bezeichnung                        | Lage                                                    | Beschreibung | Bauzeit | Objekt-Nr. |
| --------------- | ---------------------------------- | ------------------------------------------------------- | ------------ | ------- | ---------- |
| Bild gesucht BW | Gesamtanlage Groß-Eichen           | Lage                                                    |              |         | 813318 DDB |
| Bild gesucht BW |                                    | Alsfelder Straße 8 LageFlur: 4, Flurstück: 98           |              |         | 813342 DDB |
| Bild gesucht BW |                                    | Hessenstraße 10 LageFlur: 4, Flurstück: 41/1            |              |         | 813315 DDB |
| Bild gesucht BW | Backhaus                           | Kirchgasse 3a LageFlur: 4, Flurstück: 45                |              |         | 813349 DDB |
| weitere Bilder  | Evangelische Kirche                | Kirchgasse 8 LageFlur: 4, Flurstück: 254/2              |              | 1746/47 | 813317 DDB |
| Bild gesucht BW | Gefallenendenkmal auf dem Friedhof | Kirchgasse 10 LageFlur: 4, Flurstück: 251/1             |              |         | 813319 DDB |
| Bild gesucht BW | Ehemaliges Pfarrhaus               | Lohgasse 11 LageFlur: 4, Flurstück: 284/1               |              |         | 813316 DDB |
| Bild gesucht BW |                                    | Mühlecke 5 LageFlur: 4, Flurstück: 49/1                 |              |         | 813988 DDB |
| Bild gesucht BW | Brücke über den Streitbach         | Streitbach (Hessenstraße) LageFlur: 4, Flurstück: 374/1 |              |         | 813351 DDB |
| Bild gesucht BW |                                    | Ulrichsteiner Straße 1 LageFlur: 4, Flurstück: 30       |              |         | 813350 DDB |
| Bild gesucht BW |                                    | Ulrichsteiner Straße 3 LageFlur: 4, Flurstück: 220/1    |              |         | 813341 DDB |